# Akseli
Akseli ist ein männlicher finnischer Vorname. Er ist die finnische Variante des Namens Axel.

## Bekannte Namensträger
- Akseli Gallen-Kallela (1865–1931), finnischer Maler, Architekt und Designer
- Akseli Kokkonen (* 1984), norwegischer Skispringer finnischer Abstammung
- Akseli Lajunen (* 1982), finnischer Skispringer und Nordischer Kombinierer